# 동양매직 (1992~2011년 기업)
동양매직은 1992년부터 2011년까지 존재했던 동양그룹의 계열사였다.

## 역사
1992년 동양시멘트에서 분사한 동양산업기계로 시작했다. 이후 1999년 1월 동양매직과 합병하면서 동양매직으로 사명을 변경했다.
2011년 6월 동양메이저와 합병하여 주식회사 동양이 되었다.
이후 분할과 매각을 거쳐 2016년 이후부터는 SK매직이 되었다.

## 참조
1. 1 2  이재설 (2011년 6월 13일). “동양매직 역사속으로”. 《조선비즈》 (조선일보사).